# Rober Eryol
Rober İsaac Eryol (ur. 21 grudnia 1930 w Mersinie, zm. wrzesień 2000 w Stambule) – turecki piłkarz grający na pozycji lewego obrońcy. W swojej karierze rozegrał 9 meczów w reprezentacji Turcji.

## Kariera klubowa
Eryol był z pochodzenia Żydem. Przez całą swoją karierę piłkarską związany był z klubem Galatasaray SK. W sezonie 1947/1948 zadebiutował w nim w Istanbul Lig, a następnie grał w nim także w utworzonej w 1959 roku lidze tureckiej. W Galatasaray grał do 1959 roku. Z klubem tym czterokrotnie wygrywał Ligę Stambułu w latach 1949, 1955, 1956 i 1958. Z Galatasaray był wicemistrzem Turcji w 1959 roku.

## Kariera reprezentacyjna
W reprezentacji Turcji Eryol zadebiutował 25 maja 1953 roku w wygranym 2:1 towarzyskim meczu ze Szwajcarią. W 1954 roku został powołany do kadry na mistrzostwa świata w Szwajcarii. Rozegrał na nich trzy mecze: z RFN (1:4), z Koreą Południową (7:0) i ponownie z RFN (2:7). Od 1953 do 1954 roku rozegrał w kadrze narodowej 9 meczów.
| Mecze i gole w reprezentacji | Mecze i gole w reprezentacji | Mecze i gole w reprezentacji | Mecze i gole w reprezentacji | Mecze i gole w reprezentacji | Mecze i gole w reprezentacji | Mecze i gole w reprezentacji |
| #                            | Data                         | Stadion                      | Rywal                        | Wynik                        | Gol                          | Rozgrywki                    |
| 1953                         | 1953                         | 1953                         | 1953                         | 1953                         | 1953                         | 1953                         |
| ---------------------------- | ---------------------------- | ---------------------------- | ---------------------------- | ---------------------------- | ---------------------------- | ---------------------------- |
| 1.                           | 25.05.1953                   | Berno, Szwajcaria            | Szwajcaria                   | 2:1                          | 0                            | towarzyski                   |
| 2.                           | 05.06.1953                   | Stambuł, Turcja              | Jugosławia                   | 2:2                          | 0                            | towarzyski                   |
| 3.                           | 11.12.1953                   | Stambuł, Turcja              | Włochy                       | 0:1                          | 0                            | Mediterranean Cup 1953/1957  |
| 1954                         |                              |                              |                              |                              |                              |                              |
| 4.                           | 06.01.1954                   | Madryt, Hiszpania            | Hiszpania                    | 1:4                          | 0                            | el. MŚ 1954                  |
| 5.                           | 14.03.1954                   | Stambuł, Turcja              | Hiszpania                    | 1:0                          | 0                            | el. MŚ 1954                  |
| 6.                           | 17.03.1954                   | Rzym, Włochy                 | Hiszpania                    | 2:2                          | 0                            | el. MŚ 1954                  |
| 7.                           | 17.06.1954                   | Berno, Szwajcaria            | RFN                          | 1:4                          | 0                            | MŚ 1954                      |
| 8.                           | 20.06.1954                   | Genewa, Szwajcaria           | Korea Południowa             | 7:0                          | 0                            | MŚ 1954                      |
| 9.                           | 23.06.1954                   | Zurych, Szwajcaria           | RFN                          | 2:7                          | 0                            | MŚ 1954                      |